# Xaviera Krimbo
Xaviera Krimbo (3 november 2003) is een Surinaams voetbalster. Ze komt in clubverband uit voor SV Robinhood en voetbalde in de selecties van U-20 en de senioren van het Surinaamse voetbalelftal.

## Carrière
Xaviera Krimbo speelt in het Surinaamse clubvoetbal bij de topclub SV Robinhood.
Ze speelde in 2019 in het Surinaams voetbalelftal U-20 tijdens de kampioenschappen van de Concacaf in Guyana. Ze verloor met het team de wedstrijd tegen Saint Lucia met 4-3. Later dat jaar scoorde ze in het Frank Essedstadion een doelpunt tegen Frans-Guyana; de wedstrijd werd met 6-1 gewonnen. In 2021 won ze met haar team tegen Grenada (5-2) en Belize (3-2). Het team verloor in 2022 de wedstrijd tegen de Verenigde Staten met 14-0. Ook in 2023 speelde ze nog drie wedstrijden bij U-20: tegen Guyana (6-0 verlies), de Dominicaanse Republiek (3-0 verlies) en Dominica (2-0 winst).
In 2022 kwam ze voor het seniorenteam uit tijdens de kwalificatiewedstrijden voor het Wereldkampioenschap voetbal vrouwen van 2023. De wedstrijd uit tegen Mexico werd met 9-0 verloren. Hiermee was de kans voor de volgende ronde verkeken, omdat alleen de groepswinnaars doorgingen. De thuiswedstrijd tegen Anguilla werd nog wel ruimschoots gewonnen met 5-0. Hierna stond de uitwedstrijd tegen Puerto Rico op het programma, die werd verloren met 2-0. De laatste wedstrijd tegen en Antigua en Barbuda won Suriname met 5-1.